# Sethus Calvisius
Sethus Calvisius, nome latinizzato di Seth Kalwitz, (Gorsleben, 21 febbraio 1556 – Lipsia, 24 novembre 1615), è stato un compositore, astronomo e matematico tedesco.

## Biografia
Cresciuto in una famiglia di modesta condizione economica (il padre lavorava in campagna a giornata), Calvisius dovette inizialmente dedicarsi ad apprendere il mestiere di tessitore. Tuttavia il suo desiderio di studiare era così forte che frequentò comunque le scuole di Frankenhausen, a partire dal 1569, e di Magdeburgo dal 1572. A Magdeburgo si candidò ed ottenne un impiego nel servizio liturgico procurandosi così i mezzi necessari per finanziarsi gli studi universitari.
Frequentò inizialmente l'Università di Helmstedt; in seguito ottenne una borsa di studio del principe elettore Augusto di Sassonia e nel 1580 si trasferì all'Università di Lipsia. Qui studiò matematica, cronologia, astronomia e musica, dedicandosi a quest'ultima così intensamente che l'anno successivo fu nominato direttore del coro della chiesa di San Paolo.
Su raccomandazione del teologo Nikolaus Selnecker e dell'intera facoltà di teologia dell'Università di Lipsia, nel novembre del 1582 fu nominato cantore presso la scuola di Pforta (presso Naumburg), dove tra l'altro introdusse la prassi di cantare mottetti nel momento dei pasti comunitari. In parallelo svolgeva attività didattica non solo nel campo della musica, ma anche in quello del latino; lavorava inoltre su studi cronologici e storici. Nel 1594 tornò a Lipsia, dove gli fu affidato il prestigioso incarico di cantore della Thomasschule e di entrambe le principali chiese della città.
Nonostante nel 1611 gli fossero state offerte cattedre di matematica sia dall'Università di Wittenberg che da quella di Francoforte sull'Oder, rimase a Lipsia e vi lavorò fino alla morte. Oltre ad avere alcuni allievi famosi, mantenne anche relazioni amichevoli con grandi figure del suo tempo, come ad esempio Giovanni Keplero.
Nel 1907 la città di Lipsia gli ha intitolato una via nel quartiere di Lindenau.

## Opere
- Harmonia cantionum ecclesiasticarum, Kirchengesänge u. geistliche Lieder D. Lutheri u. andrer frommen Christen, Mit 4 Stimmen contrapunktweise richtig gesetzt. Lipsia 1597, 1598, 1605, 1612 und 1622, pubblicato da Franz Kaern-Biederstedt, 2015
- Melopoiia sive melodiae condendae ratio. Erfurt 1592 e 1630
- Compendium musicae practicae. Lipsia 1594, comparso anche nel 1612 come Musicae artis praecepta
- Exercitatio musicaNo tertia. Lipsia 1611
- Exercitationes musicae duae. Lipsia 1600
- Hymni sacri Latini et Germanici. Erfurt 1594
- Der Psalter Davids. arrangiato da Cornelius Becker, Lipsia 1605
- Biciniorum libri duo, Lipsia 1612
- Opus chronologicum ex autoritate s. scripturae ad motum luminarium coelestium contextum., Lipsia 1605 e ultima ristampa nella sesta edizione, Francoforte 1685
- Elenchus calendarii Gregoriani. Lipsia 1613
- Formula calendarii novi. Lipsia 1613
- Thesaurus latini sermonis. Lipsia 1614
- Enchiridion lexici Latino-Germanici. Lipsia 1614
- Der 150. Psalm Davids. Lipsia 1615
- Tricinia, Auserlesene deutsche Lieder. pubblicata da Paul Rubardt, 1949
- 10 Motetten, pubblicati da Albrecht Tunger, 1965.